# Rebekah Bradford
Rebekah Bradford (30 april 1983) is een voormalig Amerikaans langebaanschaatsster. Bradford was vooral goed op de 500 en 1000 meter.

## Records

### Persoonlijke records
| Afstand    | Tijd    | Datum            | Baan           |
| ---------- | ------- | ---------------- | -------------- |
| 500 meter  | 38,46   | 11 december 2009 | Salt Lake City |
| 1000 meter | 1.16,17 | 30 januari 2010  | Salt Lake City |
| 1500 meter | 2.00,77 | 7 januari 2017   | Salt Lake City |
| 3000 meter | 4.34,35 | 26 oktober 2008  | Milwaukee      |
| 5000 meter | 8.10,54 | 1 december 2002  | Calgary        |

## Resultaten
| Jaar | WK afstanden                        | Olympische Spelen | Wereldbeker                         |
| ---- | ----------------------------------- | ----------------- | ----------------------------------- |
| 2007 |                                     |                   | 34e 100m                            |
| 2008 |                                     |                   |                                     |
| 2009 |                                     |                   | 42e 500m 48e 1000m                  |
| 2010 |                                     | 29e 1000m         | 36e 500m 22e 1000m                  |
| 2011 | 18e 500m 23e 1000m 8e achtervolging |                   | 22e 500m 25e 1000m 8e achtervolging |